# City & South London Railway

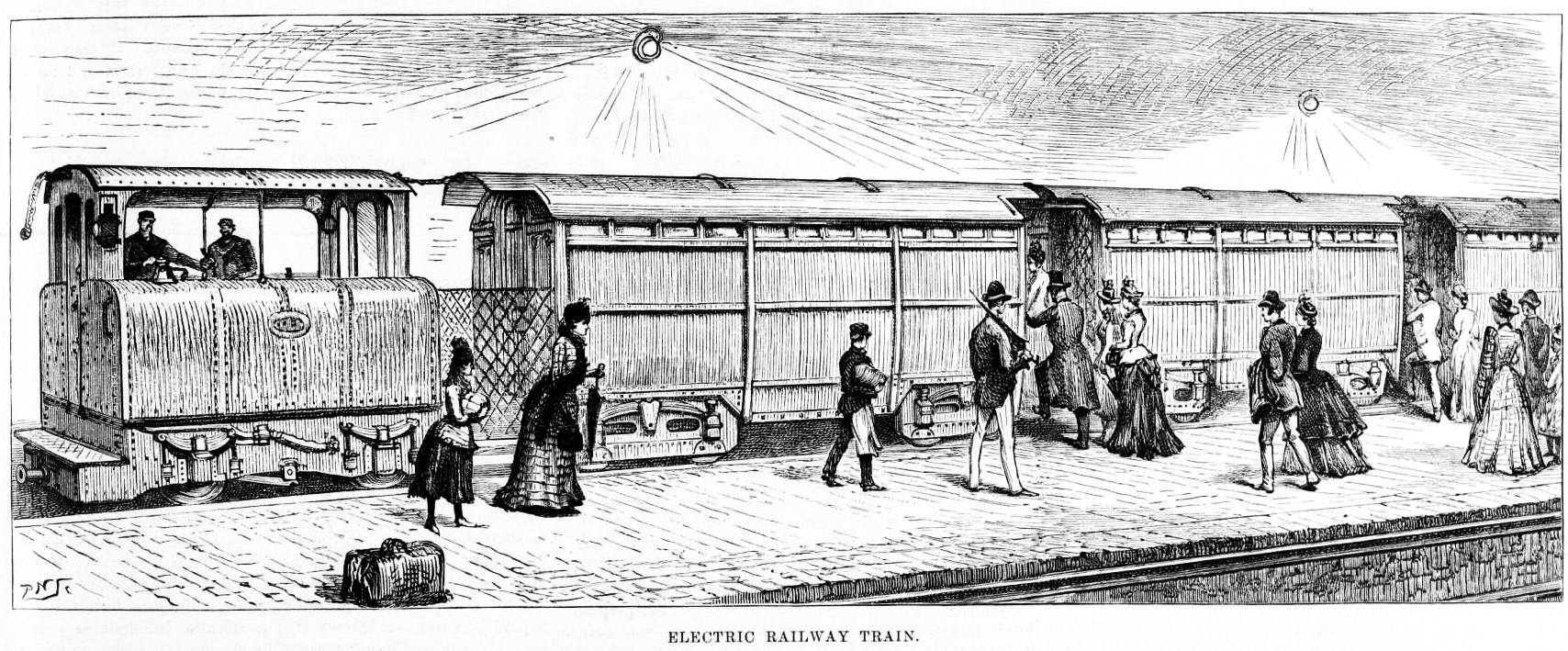
En teckning av ett tåg på City & South London Railway i Illustrated London News 1890

City & South London Railway var den första djupa tunnelbanelinjen i världen, och den första tunnelbanelinjen i London som inte anslöt till andra järnvägslinjer, som Metropolitan Railway gjorde. Den invigdes 4 november 1890, men öppnades för persontrafik först 18 december samma år. Bygget leddes av James Henry Greathead. Ursprungssträckningen gick mellan Stockwell och King William Street. Efter att ha byggts om med bland annat större tunnelrör blev den 1926 en del av vad som idag är Londons tunnelbanas Northern Line.

## Bevarade lok och vagnar

### Lokomotiv
- Nr.13 (London's Transport Museum-Covent Garden).

### Vagnar
- 30 (London's Transport Museum-Covent Garden).
- 135 (Coventry i väntan på upprustning).
- 163 (Coventry i väntan på upprustning).

### Arbetarvagn
- Nr.63 (Londons Transport Museum-Acton Depot)